# Balbal

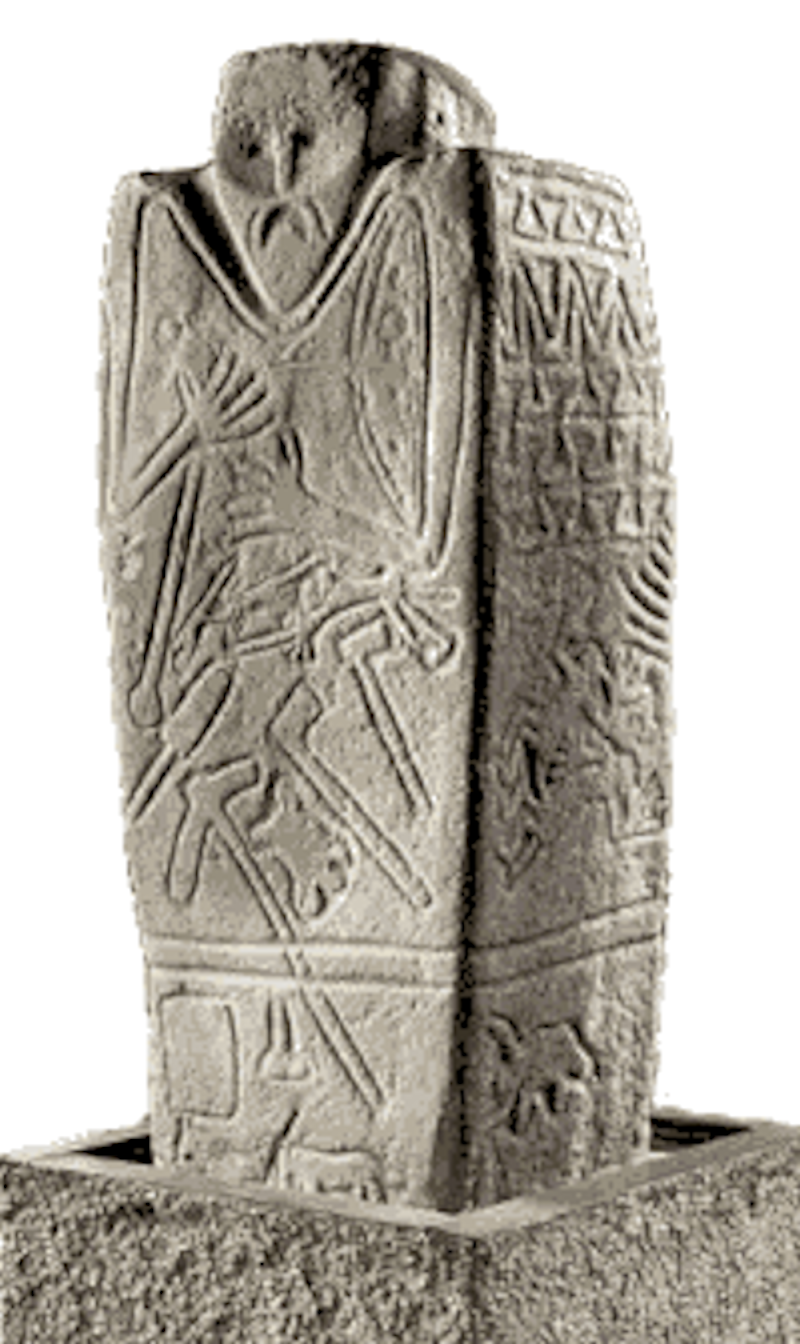
Balbal från Kurgan.

Balbal är en gravstaty som i forntiden sattes på mongoliska och turkiska gravar. Ordet har sitt ursprung i fornturkiskan och betyder förfader.